# Elymnias patnoides
Elymnias patnoides är en fjärilsart som beskrevs av Moore 1893-1896. Elymnias patnoides ingår i släktet Elymnias och familjen praktfjärilar. Inga underarter finns listade i Catalogue of Life.